# Planodiscus foreli
Planodiscus foreli — вид паразитоморфних кліщів родини Uropodidae.

## Поширення
Вид зустрічається у Панамі, Колумбії та Еквадорі.

## Спосіб життя
Мірмекофільний вид, асоційований з кочовими мурахами Eciton burchellii. Ці кліщі прикріплюються тільки до ніг робочих мурах і переміщаються разом з ними. Він залишається непоміченим для господаря, оскільки його зовнішній покрив ідентичний оболонці ніг мурашки. Живляться органічними рештками, що залишились після трапези мурах.